# EZG
Giuliano Parinussa (Vlissingen, 1989) is een Nederlandse rapper, bekend onder zijn artiestennaam EZG (Even Zonder Grappen). Hij is een zoon van een Molukse vader en een Italiaanse moeder.
Parinussa groeide op in Middelburg. Op zijn dertiende begon hij met rappen. Hij werd bekend van zijn deelnames aan het programma PunchoutBattles. Hij won de PunchOutBattles X Funx Finale Reeks. Nadat hij in contact was gekomen met rappers uit Utrecht, verhuisde hij naar Utrecht.
In 2014 bracht Parinussa Rellen in de hel uit. In 2016 volgde zijn debuutalbum Weekend Overtreder. In 2017 bracht hij met Steen Bicycle Chain uit. Hij was regelmatig in het programma 101Barz te zien.